# Alva Myrdal
Alva Reimer Myrdal (Uppsala, 31 januari 1902 – Danderyd, 1 februari 1986) was een Zweeds diplomate, politica en schrijfster. In 1982 won ze de Nobelprijs voor de Vrede.
Myrdal kwam voor het eerst in de publiciteit in de jaren 30 van de 20e eeuw, toen ze een belangrijke rol speelde bij de creatie van de Zweedse welvaartsstaat. Samen met haar echtgenoot Gunnar Myrdal (die eveneens een Nobelprijs won) schreef ze in 1934 het boek “Kris i befolkningsfrågan”, waarin werd uitgelegd welke sociale veranderingen nodig waren om individuele vrijheid te verkrijgen, met name voor vrouwen. Ook bepleitte ze in het boek het nut van gezinnen met veel kinderen. Samen met architect Sven Markelius ontwierp Myrdal in 1937 Stockholms coöperatieve Collective House, dat zich richtte op de ontwikkeling van meer vrijheid voor vrouwen.
In de jaren 40 was Myrdal een prominent lid van de Sociaaldemocraten van Zweden. Ze raakte betrokken bij internationale zaken met de Verenigde Naties, waar ze in 1949 werd aangesteld als hoofd van het welvaartsbeleid. Van 1950 tot 1955 was ze voorzitter van UNESCO's social science section. Daarmee was ze de eerste vrouw met een dergelijke prominente positie binnen de VN.
In 1962 werd ze verkozen tot lid van de Rijksdag, het Zweedse parlement. Tevens ging ze dat jaar als afgevaardigde van de Zweedse delegatie naar de ontwapeningsconferentie van de VN in Genève. Deze rol als afgevaardigde behield ze tot 1973. Voor haar werk in deze periode won ze de Nobelprijs voor de Vrede.
Myrdal is de moeder van Jan Myrdal, Sissela Bok en Kaj Fölster, en de grootmoeder van Stefan Fölster en Janken Myrdal.